# Orlando Huff
Orlando Huff (Mobile, 14 agosto 1978) è un ex giocatore di football americano statunitense che ha militato nel ruolo di linebacker nella National Football League (NFL).

## Carriera

### Seattle Seahawks
Al college Huff giocò a football alla Fresno State University. Fu scelto nel corso del quarto giro (104º assoluto) del Draft NFL 2001 dai Seattle Seahawks. Vi giocò fino al 2004, con un massimo di 59 tackle nel 2002.

### Arizona Cardinals
Nel 2005 Huff firmò con gli Arizona Cardinals. Vi giocò per due stagioni, mettendo a segno in entrambe un record in carriera di 70 placcaggi. In seguito fece parte degli Atlanta Falcons e dei California Redwoods senza mai scendere in campo.